# Príbovce
Príbovce és un poble i municipi d'Eslovàquia que es troba a la regió de Žilina, al centre-nord del país. El 2017 tenia 1.088 habitants.

## Demografia
| Godina             | 1994 | 2004   | 2014   | 2024   |
| ------------------ | ---- | ------ | ------ | ------ |
| Nombre de persones | 972  | 1058   | 1084   | 1098   |
| Diferència         |      | +8,84% | +2,45% | +1,29% |

| Godina             | 2023 | 2024   |
| ------------------ | ---- | ------ |
| Nombre de persones | 1093 | 1098   |
| Diferència         |      | +0,45% |